# シロクジTUNE
シロクジTUNE（シロクジチューン）は、東北放送(tbcラジオ)で2020年9月28日から放送されている夕方生ワイド番組。

## 概要
2020年秋の番組改編で、同時間帯に放送されていた『NEW NEWS』の夜枠移動に伴い、同年9月28日に放送開始。tbcラジオ2代目夕方ワイド番組。
番組タイトルは、四六時中tbcラジオにチューニングを合わせてほしいという思いが込められている。
月曜から金曜の夕方ワイドとして、番組開始から3月10日までは一度も放送短縮・休止なく、2021年2月12日の放送が100回目の放送となった。
2022年春の改編で、放送が金曜のみになり、スポーツアナウンサーが全員降板。代わりにニードルがパーソナリティーになった。2022年3月28日より、月曜から木曜は17:14からスポーツ番組『プレスポ』を放送している。スポーツアナウンサーが日替わりで担当する。

## 放送時間
- 2020年9月28日 - ：16:00 - 18:00(プロ野球シーズンは放送終了時刻が17:59に変更)。

### 放送休止・時間変更
- 2021年3月11日は、東日本大震災10年特別番組「絆みやぎ明日へ」（09:00～18:00）を放送したため、番組開始以来初の放送休止。
- 2025年1月3日は、文化放送制作の第101回箱根駅伝実況中継を編成のため、前枠番組『ラジオな気分 フライデー2』が休止されたため、14:30からの放送。このため『朗読のヒロバ』（JRN全国ネット番組）をこの日に限り当番組に内包して通常通り（14:50 - 15:00）放送した。
- 祝日等にプロ野球のデーゲーム中継が行われる場合、放送時間が短縮（場合によっては休止）となる場合がある。

## パーソナリティ

### 現在のパーソナリティ
- ニードル （2022年4月1日 - ）

| 期間       | 期間       | 月曜日・火曜日                 | 水曜日                         | 木曜日                         | 金曜日   |
| ---------- | ---------- | ------------------------------ | ------------------------------ | ------------------------------ | -------- |
| 2020.09.28 | 2021.03.25 | 守屋周                         | 飯野雅人                       | 黒田直樹                       | 林田悟志 |
| 2021.03.28 | 2021.09.24 | 守屋周                         | 黒田直樹                       | 飯野雅人                       | 林田悟志 |
| 2021.09.27 | 2022.03.24 | 守屋周                         | 飯野雅人                       | 飯野雅人                       | 林田悟志 |
| 2022.04.01 | 現在       | ※17:14～『プレスポ』：日替わり | ※17:14～『プレスポ』：日替わり | ※17:14～『プレスポ』：日替わり | ニードル |

## タイムテーブル
2021年3月現在。コーナーの詳細は下記の放送中の主なコーナー欄参照。
- 16:00　オープニング
- 16:03　おなじみミュージック
- 16:07　河北新報ニュース
- 16:11　交通情報
- 16:13　tbc気象予報士の“OH!天気”
- 16:20　岩崎宏美の清月記「まなびの時間」
- 16:25　4時真っ最TUNE
  - （月）元気もりもり皆に活力を、夕刻守屋書店（第2・4週）
  - （火）ALWAYS 八木山の夕日
  - （木）飯野の推し事、筋トレお悩み相談室（第1週）、カップラーメン王子（最終週）
  - （金）なんでもランキング、What Prefecture（隔週）

- 16:40　
  - （火）浅野祥のラジオ祥case
  - （木）トラフィッ娘のお耳にスーン
  - （金）～元気！まるもり～（第1週、第3週）
- 16:50　交通情報
- 16:52　
  - （月）月曜歌謡曲
  - （火～木）メール紹介
  - (金)　tbcテレビ最新情報
- 17:00　tbcニュース
- 17:05　Hit Chart Graffiti
- 17:10　交通情報
- 17:12　tbcイベントインフォメーション
- 17:15　5時真っ最TUNE
  - （月）昼の飯
  - （火）ねえちょっと聞いてよ守屋さん※12月22日と2月16日はちょっと聞いてよ飯野さんに変更。
  - （木）極上コンビニ飯
  - （金）アーティストフォーカス、八木山アニソン研究所（隔週）
- 17:25　tbcニューストゥデイ
- 17:30　ネットワークトゥデイ（TBSラジオ制作）
- 17:45　交通情報
- 17:47　エンディング※（4月～9月）楽天イーグルスの主催試合の際は球場と中継で結び情報を伝える。ビジターゲームの際も直前情報が入る。
  - （月・火）モリヤスポーツ
  - （火）守屋球辞典

### 過去のコーナー
元気もりもり皆に活力を（月曜16:25分頃）
守屋アナウンサーが元気になるようなこと・もの・食べ物などを紹介する。
夕刻守屋書店（月曜第2・4週16:25分頃、2021年4月～）
水曜日のアナウンス部から引き継いで放送している。守屋アナウンサーのおすすめの一冊を紹介している。
守屋周の一人酒場放浪記（月曜※不定期放送）
水曜日のアナウンス部で人気だった「ラジオ呑み」を、守屋アナがこの番組で復活させた。自分の晩酌の様子を録音し、放送する。
ALWAYS 八木山の夕日（火曜16:25分頃、2020年10月6日～）
毎回テーマに沿って、リスナーの懐かしいエピソードを紹介する。ALWAYS 三丁目の夕日のパロディー。
飯野の推し事（木曜16:25分頃）
飯野雅人アナウンサーが推していることを紹介する。
筋トレお悩み相談室（木曜第1週16:25分頃、2021年1月20日～）
リスナーの筋トレの悩みを、筋トレ好きの飯野雅人アナウンサーが解決する。その都度、トレーニング方法も紹介し、公式Twitterで、筋トレの動画をアップする。
カップラーメン王子（木曜最終週、2021年4月15日～）
「ラーメン王子」として有名な飯野アナが、最新のおすすめカップラーメンを紹介する。その都度、生で試食もする。試食の際には、ラーメン王子で見かけるような　”うん、もう一回！”　と言って二口目を食べる演出をすることもある。
なんでもランキング（金曜隔週16:25分頃）
gooランキングから気になったランキングを紹介する。
What Prefecture（金曜隔週16:25分頃）
一つの都道府県をクローズアップする企画。
月曜歌謡曲（月曜16:52分頃）
昭和に聞いた歌謡曲・演歌と、歌詞も紹介する。
昼の飯（月曜17:14分頃、2020年12月～）
リスナーの昼飯を紹介する。ラジオ放送だが、写真も募集する。NHKの「サラメシ」のパロディー。
ねえちょっと聞いてよ守屋さん（火曜17:14分頃、2020年11月～）
大声でいうようなことではないが、ちょっと聞いてほしいエピソードを募集し紹介する。10月までは「今日の反省会」として放送されていた。
極上コンビニ飯（木曜17:14分頃）
コンビニ3社のホームページと、コンビニで気になった一品を紹介する。なお、飯野雅人アナウンサーが水曜日のアナウンス部にゲスト出演した際に、制作費は自身が全額支払っていることを明かした。
アーティストフォーカス（金曜隔週17:14分頃）
毎回一人アーティストを取り上げる。
八木山アニソン研究所（金曜隔週17:14分頃）
アニメソングを特集する。林田悟志アナウンサーがランチボックス-L時代にやっていたコナン特集もこのコーナー内で不定期で放送される。
どこかへ行きたい（月曜17:47分頃、2020年12月～2021年3月22日）
スポーツの話題が少ない12月より放送。週末にどこかへ行った・どこかへ行きたいメッセージを紹介する。BGMは「気球に乗ってどこまでも」が使われることが多い。
モリヤスポーツ（月曜・火曜17:47分頃、2020年10月12日～）
月曜火曜で放送しているが、スポーツの話題が少ない12月～3月は火曜日限定コーナーになる。気になったスポーツの話題を紹介する。BGMはピットブルの「フィール・ディス・モーメント　feat．クリスティーナ・アギレラ」が使われることが多い。タイトルは守屋アナウンサーの実家の屋号(登米市豊里のスポーツ用品店｢モリヤスポーツ｣)から来ているものと思われる。守屋アナ以外の時は「名字＋スポーツ」にタイトルが変わるが、2月16日は飯野アナ担当だが、守屋アナが電話出演したためモリヤスポーツとして放送した。なお、2021年シーズン中の火曜日は、試合開始時間が前倒しになり、このコーナーの時点で中継する試合が始まる可能性があるため、その速報を伝える。
守屋球辞典（火曜、2021年3月～）
モリヤスポーツの後コーナー。野球の素朴な疑問や豆知識を紹介する。タイトルは「守屋+野球+球辞苑（NHK）+辞典」を掛け合わせたものと思われる。
ポチっと買い物かご（月曜最終週）
今月買ってよかった・よくなかった買い物を紹介する。放送時間は異なる。
トラフィッ娘のお耳にスーン(木曜)　tbcテレビ最新情報(金曜)
前者はラジオ編成部鈴木美希、後者はテレビ編成部松井智子が担当。どちらも番組宣伝のコーナーだが、半分は雑談。
睡眠クラブ（月曜）
リスナーの睡眠の悩みを本を参考に解決していくコーナー。2020年10月の5時真っ最TUNEで放送。
妄想クラブ（月曜）
毎週、テーマに沿ってリスナーと妄想を繰り広げるコーナー。2020年11月の5時真っ最TUNEで放送。
3.11伝承ロードをめぐる（水曜、2月限定）
先出し！水曜日のアナウンス部（水曜17:47分頃、2020年11月11日～2021年3月24日）
水曜日の午後8時から放送していた「水曜日のアナウンス部」の先出し。水曜日のアナウンス部パーソナリティーの守屋周アナウンサーが登場し、リスナーから寄せられたトークテーマをもとに飯野雅人アナウンサーと守屋周アナウンサーが番組終了までトークを繰り広げた。残り約1分でその日の水曜日のアナウンス部の宣伝もした。番組終了後の3月24日も守屋アナと飯野アナでトークした。本人たちは「締まりのないダラダラトークですけど・・・」などと自虐的なコメントをよくしていたが、ゆるく軽妙なトークが人気を博し、今やtbcの名コンビとして守屋アナと飯野アナが数えられるほどの人気ぶり。トークテーマのメール数も多くなったという。
サンドウィッチマンの東北魂（月曜16:40～、ニッポン放送制作、3月29日で最終回）
サックスプレイヤー熊谷俊のALLofJAZZ（木曜16:40～、3月25日で最終回）

### 出展
1. ↑  “tbcラジオ｜シログジTUNE”. www.tbc-sendai.co.jp. 2021年2月2日閲覧。
2. ↑  “東日本大震災から10年「3.11伝承ロードをめぐる」TBCラジオ”. www.tbc-sendai.co.jp. 2021年2月11日閲覧。